# Károly Levitzky
Károly Levitzky (Dorgoş, província d'Arad, 1 de maig de 1885 – Budapest, 23 d'agost de 1978) va ser un remer hongarès que va competir a començaments del segle xx.
El 1908 va prendre part en els Jocs Olímpics de Londres, on guanyà la medalla de bronze en la prova de scull individual del programa de rem.
Quatre anys més tard disputà la mateixa prova als Jocs d'Estocolm, però no aconseguí medalla.